# Idioma mono (Congo)
Mono es un idioma hablado por unas 65.000 personas en la esquina noroeste de la República Democrática del Congo . Es una de las lenguas Banda , una subrama de la rama Ubangui de las lenguas nigerocongolesas . Tiene cinco dialectos: Bili, Bubanda, Mpaka, Galaba y Kaga.

## Fonológia
El idioma mono tiene 33 fonemas consonánticos , incluidas tres oclusivas labiales-velares ( /k͡p/ , /ɡ͡b/ y prenasalizada /ᵑ͡ᵐɡ͡b/ ), un sistema asimétrico de ocho vocales y una vibrante simple labiodental /ⱱ/ (alofónicamente una vibrante simple bilabial [ⱳ] ) que contrasta con /v/ y /w/ . Es un idioma tonal.
|                                       |                                       | Labiales | Alveolares | Postalveolares/ Palatales | Velar   | Labiovelar | Glotales |
| ------------------------------------- | ------------------------------------- | -------- | ---------- | ------------------------- | ------- | ---------- | -------- |
| Nasales                               | Nasales                               | m ⟨m⟩    | n ⟨n⟩      | ɲ ⟨ny⟩                    |         |            |          |
| Oclusivas/ Africadas                  | sordas                                | p ⟨p⟩    | t ⟨t⟩      | tʃ ⟨tsh⟩                  | k ⟨k⟩   | k͡p ⟨kp⟩    | ʔ ⟨'⟩    |
| Oclusivas/ Africadas                  | sonoras                               | b ⟨b⟩    | d ⟨d⟩      | dʒ ⟨dj⟩                   | g ⟨g⟩   | ɡ͡b ⟨gb⟩    |          |
| Oclusivas/ Africadas                  | Prenasalizadas                        | ᵐb ⟨mb⟩  | ⁿd ⟨nd⟩    | ⁿdʒ ⟨ndj⟩                 | ᵑɡ ⟨ng⟩ | ᵑ͡ᵐɡ͡b ⟨ngb⟩ |          |
| Oclusivas/ Africadas                  | Implosivas                            | ɓ ⟨'b⟩   | ɗ ⟨'d⟩     |                           |         |            |          |
| Fricativas                            | sordas                                | f ⟨f⟩    | s ⟨s⟩      | ʃ ⟨sh⟩                    |         |            | h ⟨h⟩    |
| Fricativas                            | sonoras                               | v ⟨v⟩    | z ⟨z⟩      | ʒ ⟨j⟩                     |         |            |          |
| Vibrantes múltiples/Vibrantes simples | Vibrantes múltiples/Vibrantes simples | ⱱ ⟨vw⟩   | r ⟨r⟩      |                           |         |            |          |
| Aproximantes                          | Aproximantes                          |          | l ⟨l⟩      | j ⟨y⟩                     |         | w ⟨w⟩      |          |

|             | Anterior | Centrales | Posterior |
| ----------- | -------- | --------- | --------- |
| Cerrada     | i ⟨i⟩    | ɨ ⟨ɨ⟩     | u ⟨u⟩     |
| Semicerrada | e ⟨e⟩    | ə ⟨œ⟩     | o ⟨o⟩     |
| Semiabierta |          | ə ⟨œ⟩     | ɔ ⟨ɔ⟩     |
| Abierta     |          | a ⟨a⟩     |           |

|                        | alto       | Medio       | bajo       |
| ---------------------- | ---------- | ----------- | ---------- |
| AFI                    | ˥ ⟨á⟩      | ˧ ⟨ā⟩       | ˩ ⟨à⟩      |
| Descripción            | Nivel alto | Nivel medio | Nivel bajo |
| Transcripción          | á          | a           | à          |
| Ejemplo                | áwá ⟨áwá⟩  | āwā ⟨awa⟩   | àwà ⟨àwà⟩  |
| Significado en español | "diarrea"  | "Camino"    | "Miedo"    |